# Stefano Mauro Pizzamiglio
Stefano Mauro Pizzamiglio (Milano, 6 novembre 1991) è un nuotatore italiano, agonisticamente nato e cresciuto nelle file del Malaspina Sporting Club con il tecnico Beppe Longinotti, ha poi nuotato anche per i colori del Geas Nuoto. Attualmente è allenato dal Tecnico della Nazionale Fabrizio Bastelli ed è un atleta appartenente al Gruppo Sportivo Fiamme Oro.

## Carriera
Nel 2008 ha fatto il suo ingresso da protagonista nella nazionale giovanile vincendo un argento nei 50 m dorso e un bronzo con la staffetta 4×100 m mista ai campionati europei di Belgrado e prendendo parte ai mondiali giovanili di Monterrey, dove è stato finalista nei 50 m dorso e nella staffetta 4x100 mista. Nello stesso anno ha vinto anche i suoi primi titoli italiani assoluti ai campionati invernali di Genova nei 100 e 200 m misti e ottenuto la
sua prima convocazione in nazionale assoluta ai campionati europei di vasca corta di Fiume.
Nel 2009 agli europei giovanili di Praga ha vinto due medaglie di bronzo nei 50 e 100 m dorso e due medaglie d'oro nelle staffette 4×100 m stile libero e mista.
L'anno successivo, terminata la categoria giovanile, ha nuotato per la squadra italiana assoluta in due campionati europei, quello di vasca lunga in agosto a Budapest, dove ha conquistato due finali, quarto nei 50 m dorso e quinto nella 4x100 m mista, e quello in vasca da 25 metri a novembre ad Eindhoven dove ha vinto la medaglia d'argento nella staffetta mista.
Dal 2010 è entrato stabilmente nel giro della Nazionale Italiana Assoluta, prendendo parte a 5 Campionati Europei, 2 Universiadi e ai Giochi del Mediterraneo di Mersin (Turchia) nel 2013. 
Ai Campionati Europei di Herning (Danimarca) nel Dicembre del 2013, ha vinto la medaglia di bronzo nei 100 misti e l'oro nella staffetta 4x50 mista.
Ha stabilito diversi Primati Nazionali Giovanili, quando militava nelle file del Malaspina S.C., ed Assoluti nelle staffette 4x100 stile e 4x100 mista con la Squadra del Gruppo Sportivo Militare delle Fiamme Oro.

## Palmarès
| Campionati europei         | 50 m dorso              | ---                     | 50 m farfalla           | 100 m farfalla          | ---                             | 4×100 m mista                   |
| 2010 Budapest Ungheria     | 4º 25"13                | ---                     | 28º in batteria 24"72   | 22º in batteria 53"61   | ---                             | 5º - 3'36"61 frazione: 53"39    |
| 2012 Debrecen Ungheria     | 10º in semifinale 25"54 | ---                     | ---                     | 35º in batteria 54"27   | ---                             | ---                             |
| 2014 Berlino Germania      | 10º in semifinale 25"27 |                         |                         |                         |                                 |                                 |
| Europei in vasca corta     | 50 m dorso              | 100 m dorso             | 50 m farfalla           | 100 m farfalla          | 100 m misti                     | 4×50 m mista                    |
| 2008 Fiume Croazia         | ---                     | 24º in batteria 54"05   | ---                     | 30º in batteria 53"04   | ---                             | ---                             |
| 2010 Eindhoven Paesi Bassi | 8º in batteria 24"49    | 18º in batteria 53"75   | 22º in batteria 24"50   | 14º in semifinale 52"75 | ---                             | Argento nuota in batteria       |
| 2013 Herning Danimarca     | 4º 23"55                | ---                     | ---                     | ---                     | Bronzo 52"81                    | Oro 1'33"87 frazione: 23"74     |
| Giochi del Mediterraneo    | 50 m dorso              | ---                     | ---                     | ---                     | 4×100 m st. libero              | ---                             |
| 2013 Mersin Turchia        | Oro 25"35               | ---                     | ---                     | ---                     | Oro nuota in batteria           | ---                             |
| Universiadi                | 50 m dorso              | ---                     | ---                     | ---                     | 4×100 m st. libero              | ---                             |
| 2013 Kazan Russia          | Bronzo 24"92            | ---                     | ---                     | ---                     | Bronzo: 3'16"64 frazione: 49"14 | ---                             |
| 2015 Gwangju Corea del Sud | Argento 25"43           | ---                     | ---                     | ---                     | ---                             | ---                             |
| Mondiali giovanili         | 50 m dorso              | 100 m dorso             | 50 m farfalla           | ---                     | ---                             | 4×100 m mista                   |
| 2008 Monterrey Messico     | 6º 26"50                | 22º in batteria 57"85   | 22º in batteria 25"48   | ---                     | ---                             | 5º - 3'45”54 frazione: 57"62    |
| Europei giovanili          | 50 m dorso              | 100 m dorso             | 50 m farfalla           | 100 m farfalla          | 4×100 m st. libero              | 4×100 m mista                   |
| 2008 Belgrado Serbia       | Argento 26"34           | 14º in semifinale 58"22 | 15º in semifinale 25"25 | ---                     | ---                             | Bronzo: 3'43"10 frazione: 57"19 |
| 2009 Praga Rep. Ceca       | Bronzo 25"77            | Bronzo 55"82            | 4º 24"56                | 12º in semifinale 54"72 | Oro: 3'16"58 frazione: 49"81    | Oro: 3'38"28 frazione: 52"56    |

### Campionati italiani
4 titoli individuali e 13 in staffetta, così ripartiti:
- 2 nei 50 m dorso
- 1 nei 100 m misti
- 1 nei 200 m misti
- 9 nella staffetta 4×100 m stile libero
- 4 nella staffetta 4×100 m misti

| Anno | Edizione    | st.libero 4×50 m | st.libero 4×100 m | st.libero 4×200 m | dorso 50 m | dorso 100 m | farfalla 50 m | farfalla 100 m | misti 100 m | misti 200 m | misti 4x100 m |
| ---- | ----------- | ---------------- | ----------------- | ----------------- | ---------- | ----------- | ------------- | -------------- | ----------- | ----------- | ------------- |
| 2008 | Primaverili | -                | -                 | -                 | 5º         | 7º          | -             | -              | -           | -           | -             |
| 2008 | Invernali   | -                | -                 | -                 | -          | -           | 8º            | 8º             | 1º          | 1º          | -             |
| 2009 | Primaverili | -                | -                 | -                 | 4º         | 7º          | -             | 7º             | -           | 8º          | -             |
| 2009 | Estivi      | -                | -                 | -                 | -          | 7º          | -             | 5º             | -           | -           | -             |
| 2009 | Invernali   | -                | -                 | -                 | -          | -           | 5º            | 4º             | 2º          | -           | -             |
| 2010 | Primaverili | -                | 1º                | -                 | 1º         | 5º          | 3º            | 2º             | -           | -           | -             |
| 2010 | Estivi      | -                | -                 | -                 | -          | -           | 8º            | 3º             | 3º          | -           | -             |
| 2010 | Invernali   | 2º               | -                 | -                 | 8º         | -           | 6º            | 7º             | 3º          | -           | -             |
| 2011 | Primaverili | -                | 1º                | -                 | 2º         | 2º          | -             | 5º             | -           | -           | -             |
| 2011 | Invernali   | -                | -                 | -                 | 3º         | 8º          | -             | 3º             | -           | -           | 1º            |
| 2012 | Primaverili | -                | 2º                | -                 | 3º         | -           | 7º            | 6º             | -           | -           | 1º            |
| 2012 | Invernali   | -                | 1º                | -                 | 1º         | 2º          | 6º            | -              | -           | 5º          | 1º            |
| 2013 | Primaverili | -                | 1º                | 3º                | 2º         | 4º          | -             | 6º             | -           | 7º          | -             |
| 2013 | Invernali   | -                | 1º                | -                 | 2º         | 7º          | 6º            | -              | -           | 9º          | 1º            |
| 2014 | Primaverili | -                | 1º                | -                 | 2º         | 6º          | 8º            | -              | -           | -           | 6º            |
| 2014 | Invernali   | -                | 1º                | -                 | 3º         | -           | -             | -              | -           | -           | -             |
| 2015 | Primaverili | -                | 1º                | -                 | 3º         | -           | -             | -              | -           | -           | -             |
| 2015 | Invernali   | -                | 2º                | -                 | 7º         | -           | -             | -              | -           | -           | -             |
| 2016 | Primaverili | -                | 1º                | -                 | 3º         | -           | -             | -              | -           | -           | -             |
| 2016 | Invernali   | -                | -                 | -                 | 3º         | -           | -             | -              | -           | -           | -             |

## Primati stabiliti
Record Italiani Categoria Ragazzi: 100 farfalla (Roma, agosto 2007) - Staffetta 4x100 stile libero e 4x100 misti (Roma, agosto 2007)
Primato dei Campionati Nazionali Giovanili Invernali (Juniores 1º anno): 50 farfalla (Riccione, marzo 2008)
Primati dei Campionati Nazionali Giovanili Invernali (Juniores 2º anno): 100 stile libero, 50 e 100 farfalla, 200 misti (Riccione, aprile 2009)
Record Italiani Categoria Juniores: 50 dorso (Riccione, marzo 2009) - 200 misti (Roma, agosto 2009)
Record Italiani Categoria Juniores e Cadetti: 100 farfalla (Riccione, marzo 2009, poi Pescara, maggio 2009) - Staffetta 4x100 stile libero (Roma, agosto 2008) - Staffetta 4x100 stile libero e Staffetta 4x100 misti (Riccione, marzo 2009, poi Roma, agosto 2009) - Staffetta 4x200 stile libero (Roma, agosto 2009)
Record Italiani Categoria Cadetti: 50 dorso (Riccione, aprile 2010, poi Budapest, agosto 2010)
Record dei Campionati Europei Juniores: Staffetta 4x100 stile libero e 4x100 misti (Praga, luglio 2009)
Record Italiani Assoluto di Società (vasca 25 m).: Staffetta 4x100 e 4x200 stile libero (Riccione, aprile 2009)

## Riconoscimenti
Premio A.M.O.V.A. (Associazione Medaglia d'oro al valore atletico) come Giovane Campione Emergente (Milano, marzo 2009)
Borsa per Giovani Talenti Sportivi della Regione Lombardia in collaborazione con il Comitato Regionale Lombardo del CONI (Milano, 8 febbraio 2010)